# Досо (регион)
Досо (фр. Dosso) — регион в Нигере. Его площадь составляет 33 844 км². Численность населения равна 2 078 339 человек (на 2011 год). Плотность населения — 61,41 чел./км². Административный центр региона — город Досо.

## География
Регион Досо расположен на юго-западе Нигера. На севере от него находится провинция Тиллабери, на востоке — провинция Тахуа. К югу от Досо проходит государственная граница Нигера с Нигерией и с Бенином.
Через провинцию Досо протекает река Нигер. Климат жаркий, с частыми дождями. Почвы плодородные.

## Административное деление
В административном отношении провинция подразделяется на 5 департаментов и 1 муниципию (город Досо).
Департамент Бобое (Boboye):
- Площадь: 4 794 км²
- Население: 372 904 чел. (2011)

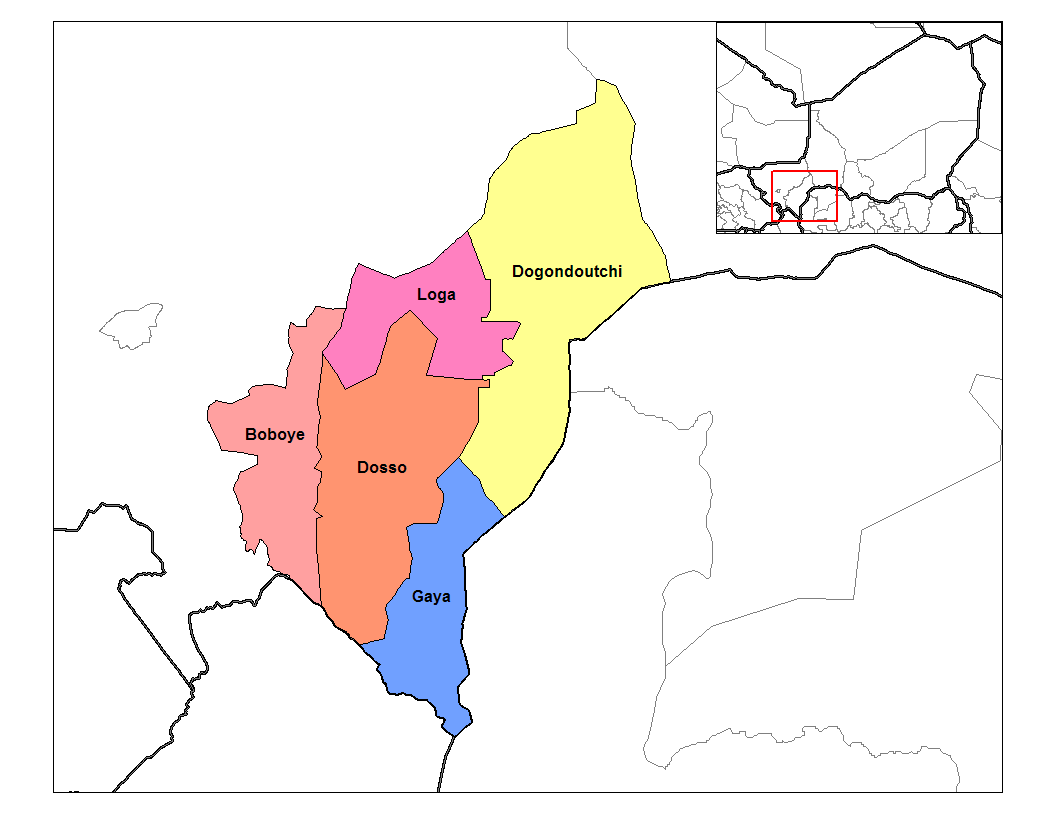
Департаменты региона Досо.

Департамент Догондучи (Dogondoutchi):
- Площадь: 11 936 км²
- Население : 682 289 чел. (2011)

Департамент Досо (Dosso):
- Площадь: 8 587 км²
- Население: 488 509 чел. (2011)

Департамент Гэа (Gaya):
- Площадь: 4 446 км²
- Население: 349 794 чел. (2011)

Департамент Лога (Loga):
- Площадь: 4 081 км²
- Население: 184 843 чел. (2011)